# Distretto di Catahuasi
Il distretto di Catahuasi è uno dei trentatré distretti della provincia di Yauyos, in Perù. Si trova nella regione di Lima e si estende su una superficie di 123,86 chilometri quadrati.
Istituito il 6 giugno 1986, ha per capitale la città di Catahuasi.